# (What's the Story) Morning Glory?
(What's the Story) Morning Glory? é o segundo álbum de estúdio da banda de rock britânica Oasis. Lançado em 2 de outubro de 1995, foi produzido por Owen Morris e por Noel Gallagher através da gravadora Creation Records. A estrutura e o estilo de arranjo do álbum foi uma mudança significativa em relação ao álbum anterior, Definitely Maybe (1994). As composições de Noel eram mais focadas em baladas e colocavam mais ênfase em refrões "enormes", com os arranjos de cordas e instrumentação mais variada contrastando com a inexperiência do álbum de estreia do grupo. Morning Glory foi o primeiro álbum com o baterista Alan White, substituindo Tony McCarroll — embora McCarroll ainda aparecesse durante a performance de uma canção.
O álbum impulsionou o Oasis de ser um crossover indie para um fenômeno mundial do rock, sendo visto pelos críticos como um registro significativo na linha do tempo da música indie britânica. O álbum vendeu 345 mil cópias em uma semana no Reino Unido, passando 10 semanas no ranking na UK Albums Chart. Foi também a descoberta da banda nos Estados Unidos, alcançando a quarta posição pela Billboard 200 e ganhando certificado quadrupla platina. O álbum rendeu quatro singles de grande sucesso: "Some Might Say" e "Don't Look Back in Anger" alcançaram o topo das paradas, enquanto que "Roll with It" e "Wonderwall" alcançaram as posições de número dois; "Champagne Supernova" e "Wonderwall" alcançaram o primeiro lugar na Alternative Songs. No Brit Awards de 1996, o álbum ganhou na categoria de "Melhor Álbum Britânico". Ao longo de vários meses em 1995 e 1996, a banda apoiou o álbum com uma extensa turnê mundial, que os viu tocar para um dos maiores públicos da época.
Apesar do sucesso comercial, inicialmente o material musical recebeu críticas mistas dos críticos convencionais; muitos avaliadores o consideraram inferior a Definitely Maybe. No entanto, a opinião da crítica em relação ao álbum mudou com nos anos seguintes, sendo considerado um registro importante da era britpop e na década de 1990 — além de aparecer em várias listas dos melhores álbuns da música rock. No Brit Awards de 2010, Morning Glory foi eleito o "Melhor Álbum Britânico de 30 Anos". Vendeu mais de 22 milhões de cópias em todo o mundo, tornando-se um dos álbuns mais vendidos de todos os tempos. Em outubro de 2018, é o quinto álbum mais vendido do Reino Unido e o terceiro álbum de estúdio mais vendido de todos os tempos, ganhando certificação de dezessete platinas e vendendo 5,1 milhões de cópias. Foi também o álbum mais vendido do Reino Unido na década de 1990.

## A batalha doBritpop
Para muitas pessoas, (What's the Story) Morning Glory? representa o auge do movimento britpop. No ano anterior ao lançamento (1994), as duas principais bandas britânicas, Blur e Oasis, lançaram álbuns que foram bem vendidos, e fizeram turnês nos Estados Unidos. Na mídia, as bandas atacavam uma a outra.
Esta "batalha" mostrou-se no ápice quando Oasis e Blur decidiram lançar o primeiro compacto dos seus esperados álbuns… no mesmo dia. Em 14 de agosto de 1995 foram lançados "Country House", do Blur, e "Roll with It", do Oasis. Isto causou um furor na mídia e fez as bandas transpassarem apenas as manchetes no âmbito musical, chegando ao ponto em que ambos os grupos eram constantemente mencionados no noticiário de modo geral.
Esta disputa ficou chamada de "A batalha do Britpop" e foi considerada uma briga entre o lutador, classe trabalhadora Oasis, e o artístico, classe média Blur. Este "desafio" entre Oasis e Blur foi vencido pelo último, que vendeu 274 mil cópias do compacto "Country House", contra 216 mil cópias de "Roll with It". Entretanto, no fim das contas o álbum do Oasis (What's the Story) Morning Glory? foi mais bem-sucedido que o The Great Escape do Blur.

## Arte da capa
A capa é uma foto de dois homens passando um ao outro em Berwick Street, no Soho, em Londres. Os dois homens são o DJ de Londres, Sean Rowley e o designer do encarte do álbum, Brian Cannon (de costas para a câmera). O produtor do álbum, Owen Morris, pode ser visto no fundo, na calçada a esquerda, segurando uma fita master do álbum na frente de seu rosto. O local foi escolhido porque a rua era um local popular para lojas de discos na época.

## Composição
"Wonderwall'': Muitas pessoas acreditam que o nome foi inspirado no álbum "Wonderwall Music" de 1968, que é a trilha sonora de um filme que dá nome ao disco, de George Harrison, ex-integrante da banda Beatles (a quem o Oasis fez várias referências ao longo de sua carreira). Outros acreditam que Noel Gallagher estava na verdade tentando escrever "Wonderful" (Maravilhosa, em português), como uma homenagem à sua esposa na época, Meg Matthews; mas, como sofre de dislexia, acabou usando a palavra "Wonderwall".[carece de fontes?]
"Cast No Shadow": Escrita para o vocalista do The Verve, Richard Ashcroft. A letra refere-se a ele.[carece de fontes?]
| Críticas profissionais                                                      | Críticas profissionais |
| Avaliações da crítica                                                       | Avaliações da crítica  |
| Fonte                                                                       | Avaliação              |
| --------------------------------------------------------------------------- | ---------------------- |
| allmusic                                                                    | [ 4 ]                  |
| Robert Christgau                                                            | (sem nota)             |
| RS 719                                                                      | [ 6 ]                  |
| Q Nov '00                                                                   |                        |
| Esta tabela precisa de ser acompanhada por texto em prosa. Consulte o guia. |                        |

## Faixas
Todas as faixas foram compostas por Noel Gallagher.
| N.º            | Título                      | Duração |  |
| 1.             | "Hello"                     | 3:21    |  |
| 2.             | "Roll with It"              | 3:59    |  |
| 3.             | "Wonderwall"                | 4:18    |  |
| 4.             | "Don't Look Back in Anger"  | 4:48    |  |
| 5.             | "Hey Now!"                  | 5:41    |  |
| 6.             | "The Swamp Song, Excerpt 1" | 0:44    |  |
| 7.             | "Some Might Say"            | 5:29    |  |
| 8.             | "Cast No Shadow"            | 4:51    |  |
| 9.             | "She's Electric"            | 3:40    |  |
| 10.            | "Morning Glory"             | 5:03    |  |
| 11.            | "The Swamp Song, Excerpt 2" | 0:39    |  |
| 12.            | "Champagne Supernova"       | 7:27    |  |
| Duração total: | Duração total:              | 50:00   |  |

## Posições nas paradas
Reino Unido
"Some Might Say"            #1  (27 semanas)
"Roll With It"              #2  (18 semanas)
"Wonderwall"                #2  (34 semanas)
"Don't Look Back in Anger"  #1  (24 semanas)
Estados Unidos da América
"Wonderwall"                #8  (20 semanas)
"Don't Look Back in Anger"  #55 (14 semanas)

## Certificações
| País           | Certificação | Vendas    |
| -------------- | ------------ | --------- |
| Alemanha       | Ouro         | 100,000   |
| Austrália      | 6× Platina   | 420,000   |
| Canadá         | 8× Platina   | 800,000   |
| Espanha        | 2× Platina   | 250,000   |
| Estados Unidos | 4× Platina   | 4,600,000 |
| Finlândia      | Ouro         | 27.540    |
| Holanda        | Ouro         | 30,000    |
| Noruega        | Platina      | 30,000    |
| Reino Unido    | 14× Platina  | 4,400,000 |
| Suíça          | Ouro         | 15,000    |